# Protodaedalea hispida
Protodaedalea hispida är en svampart som beskrevs av Imazeki 1955. Protodaedalea hispida ingår i släktet Protodaedalea, ordningen Auriculariales, klassen Agaricomycetes, divisionen basidiesvampar och riket svampar.   Inga underarter finns listade i Catalogue of Life.